# Time Out of Mind (1947)
Time Out of Mind is een Amerikaanse dramafilm uit 1947 onder regie van Robert Siodmak. De film is gebaseerd op de gelijknamige roman uit 1935 van de Amerikaanse schrijfster Rachel Field.

## Verhaal
De serveerster Kate Ferald wordt verliefd boven haar stand. Christopher Fortune is de zoon van een reder uit Maine. De liefde is wederzijds, maar door het standsverschil is een relatie onmogelijk. Ferald is zich daarvan bewust en daarom moedigt ze Fortune aan met iemand in dezelfde sociale klasse te trouwen. Zijn huwelijk is echter niet gelukkig.

## Rolverdeling
| Acteur             | Personage           |
| ------------------ | ------------------- |
| Phyllis Calvert    | Kate Fernald        |
| Robert Hutton      | Christopher Fortune |
| Ella Raines        | Clarissa Fortune    |
| Eddie Albert       | Jake Bullard        |
| Leo G. Carroll     | Kapitein Fortune    |
| Helena Carter      | Dora Drake          |
| John Abbott        | Max Leiberman       |
| Henry Stephenson   | Wellington Drake    |
| Olive Blakeney     | Mrs. Fernald        |
| Harry Shannon      | Kapitein Rogers     |
| Janet Shaw         | Penny               |
| Emil Rameau        | Alfred Stern        |
| Samuel S. Hinds    | Dr. Weber           |
| Lillian Fontaine   | Tante Melinda       |
| Houseley Stevenson | George              |